# مهرابه لندن
مهرابه لندن (انگلیسی: London Mithraeum) یک مهرابه بریتانیا (استان روم) است که در والبروک، خیابانی در سیتی لندن، در طول ساخت یک ساختمان در سال ۱۹۵۴ کشف شد. این معبد رومی متعلق به ادیان اسرارآمیز یونانی-رومی میترائیسم، شاید به مشهورترین کشف امپراتوری روم قرن بیستم در لندن تبدیل شد.